# Río Ramadillas
El río Ramadillas, también es conocido como río del Medio, es un curso natural de agua en la Región de Atacama que nace en la cordillera de los andes y fluye hacia el noroeste y confluye con el río Vizcachas de Pulido para dar origen al río Pulido de la cuenca del río Copiapó.

## Trayecto
El río Ramadillas nace en la cordillera de los Andes con dirección general noroeste hasta su confluencia con el río Vizcachas de Pulido para dar origen al río Pulido en la localidad de Ramadilla.

## Caudal y régimen
Luis Risopatrón da su caudal como de entre 100 l/s hasta 2400 l/s.: 696  Un informe de impacto ambiental (Proyecto Caserones) da un caudal de medio de 360 l/s.: 49 

## Historia
Luis Risopatrón lo describe brevemente en su Diccionario Jeográfico de Chile sobre el río:: 696 
Ramadillas (Río). Nace en las vecindades del paso de La Ollita. al que conduce un sendero mui malo i forma en su nacimiento como un espacioso anfiteatro; recibe varios afluentes i manantiales que hacen subir su caudal a 100 i 2400 litros de agua por segundo i desemboca en la marjen E del rio Pulido. La vejetacion aumenta en su cajón a medida que avanza hacia el W. 98, carta de San Román (1892), Ramadillas o del Medio en 134; de Ramadilla en 66, p. 219; i 98; ii, p. 321; i iii, 364; i 370; quebrada en 118, p. 117; riachuelo en 115, p. 638; i rio de Ramadas error litografico en 156.